# Rocchetta Palafea
Rocchetta Palafea ist eine Gemeinde in der italienischen Provinz Asti (AT), Region Piemont.

## Lage und Einwohner
Rocchetta Palafea liegt 36 Straßenkilometer südöstlich von der Provinzhauptstadt Asti entfernt. Das Gemeindegebiet umfasst eine Fläche von sieben km² und hat 335 Einwohner (Stand 31. Dezember 2023). 
Die Nachbargemeinden sind Bistagno, Calamandrana, Cassinasco, Castel Boglione, Montabone und Sessame.

## Geschichte

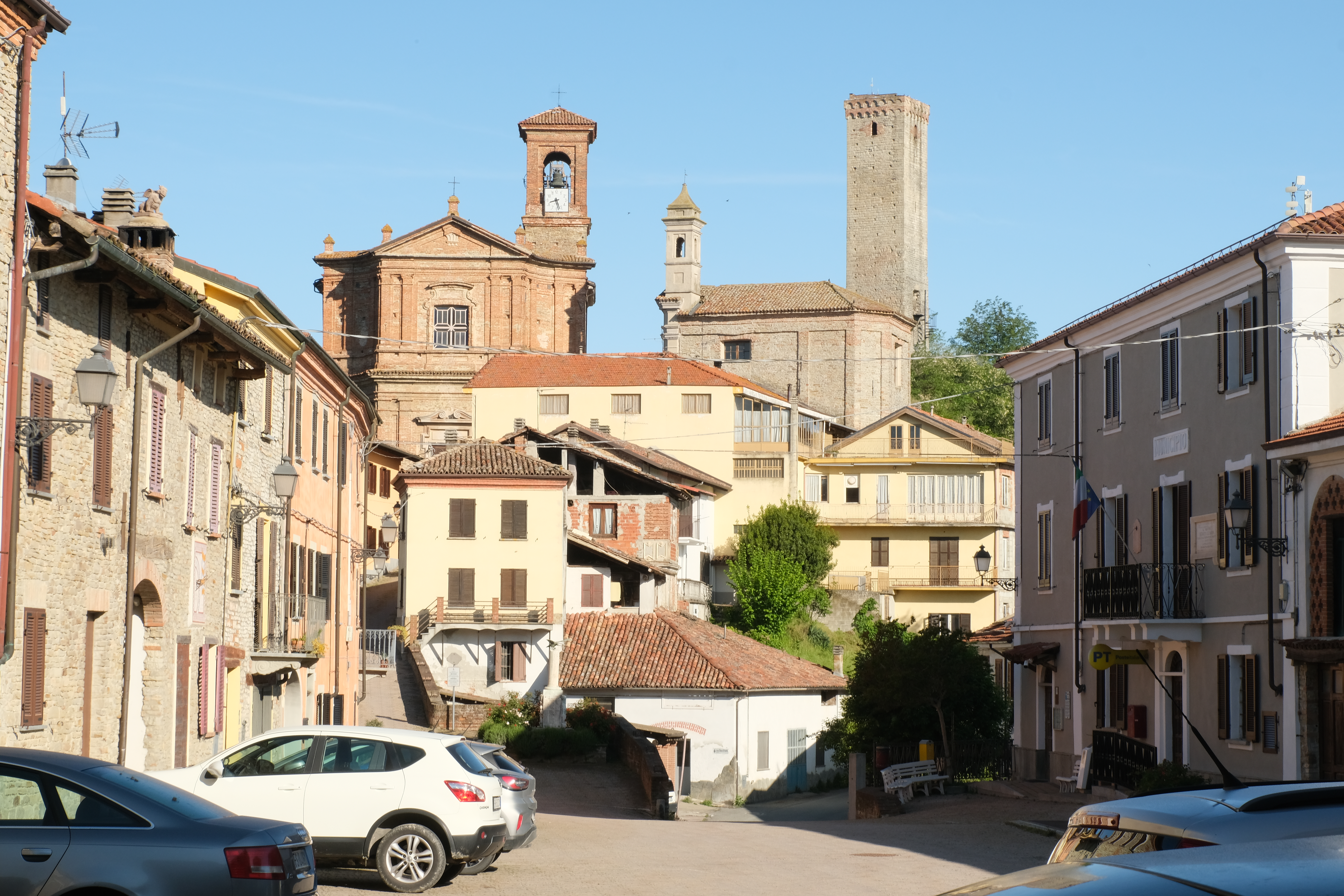
Dorfzentrum

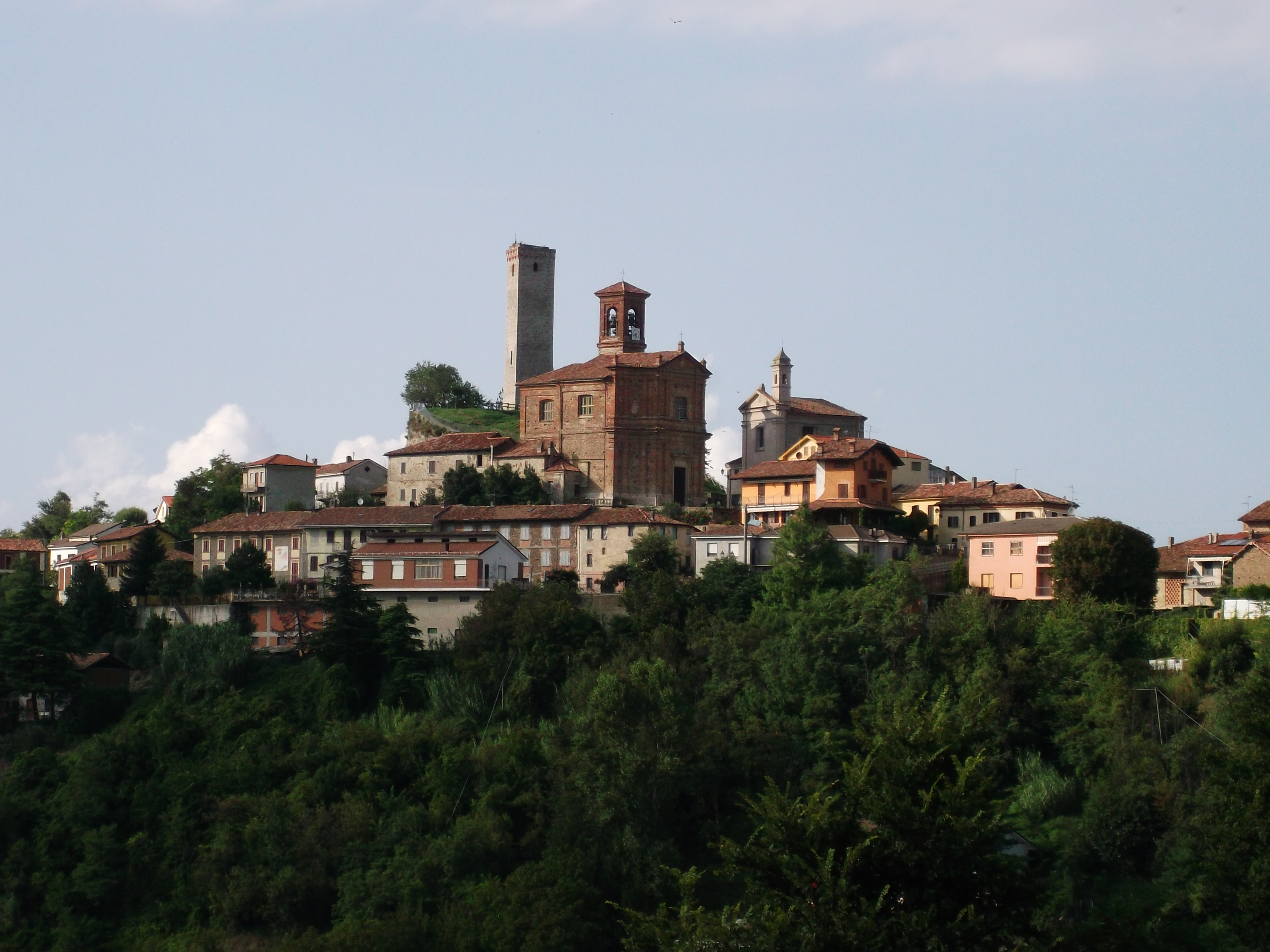
Panorama

Die erste urkundliche Erwähnung stammt aus dem Jahr 1227 mit „Rocheta de Palaphea“. Die ältesten Bewohner waren die Römer, dann wurde die alte Militärgarnison Teil des Acqui-Komitees und der aleramischen Markgrafschaft als Lehen und ging anschließend an die Markgrafen von Ponzone über, um sie dem Bischof von Acqui, Ugo Tornielli, zu übergeben.
Im Jahr 1306 belehnte der Bischof Ottone Bellingeri das Lehen und die Burg mit dem Herrn von Calamandrana, Federico Semplice, aber im Jahr 1340 gelangten diese Besitztümer an den Markgrafen Giovanni di Monferrato; 1347 gingen sie an die Gemeinde Genua über, die Enrico Del Carretto zu ihrem Lehnsherrn machte. Zwei Jahre später wurde es von den Markgrafen von Incisa und 1380 von der Familie Catena investiert.
In der zweiten Hälfte des 16. Jahrhunderts, genau im Jahr 1580, wurde es der Gräfin Maria dei Valperga Scarampi von Canelli und der Familie Bruno unterworfen. Nach der Belehnung, die 1652 durch die Familie Falletti aus Barolo erfolgte, wurde der Ort, wenn auch nur für kurze Zeit, Rocchetta Falletti genannt. Der quadratische Steinturm, der mit einer doppelten Verzierung aus Blindbögen sarazenischen Ursprungs geschmückt ist, ist zusammen mit dem mittelalterlichen Bergfried und einem Teil der Bastionen alles, was von der Burg übrig geblieben ist, die um das Jahr 1000 erbaut und während der Kriege des 17. Jahrhunderts zerstört wurde Jahrhundert. Es verfügt über kleine Beobachtungsfenster und stellt das klassische Beispiel für die Befestigung der Langa Astigiana dar. Die barocke Pfarrkirche Sant’Evasio verfügt über ein einziges Kirchenschiff, einen prächtigen Marmoraltar, im Presbyterium ein großes Altarbild und zwei Gemälde aus der Moncalvesca-Schule, die Episoden aus dem Leben des Heiligen darstellen. Im nahe gelegenen Oratorium der Disciplinanti im Barockstil ist das Fresko der Verkündigung aus dem Ende des 18. Jahrhunderts einen Besuch wert.
Bemerkenswert sind auch die kleine Kirche San Rocco aus dem 17. Jahrhundert und die Kirche Madonna del Buon Consiglio in der Nähe des Friedhofs, in der Fresken aus dem 17. Jahrhundert aufbewahrt werden.

## Kulinarische Spezialitäten
In Rocchette Palafea werden Reben des Dolcetto für den Dolcetto d’Asti, einen Rotwein mit DOC Status angebaut. Die Beeren der Rebsorten Spätburgunder und/oder Chardonnay dürfen zum Schaumwein Alta Langa verarbeitet werden. Die Muskateller-Rebe für den Asti Spumante, einen süßen DOCG-Schaumwein mit geringem Alkoholgehalt sowie für den Stillwein Moscato d’Asti wird hier ebenfalls angebaut. Aus der Rebsorte Brachetto wird der liebliche Schaumwein Brachetto d’Acqui hergestellt. In Rocchetta Palafea werden auch Reben der Sorte Barbera für den Barbera d’Asti, einen Rotwein mit DOCG Status, sowie für den Barbera del Monferrato angebaut.